# Párisi Nagy Áruház
A Párisi Nagy Áruház (1957 és 1999 között Divatcsarnok) egy műemléki védelem alatt álló budapesti épület. A ház Terézvárosi Kaszinó néven Petschacher Gusztáv tervei szerint épült fel 1882-ben. Első átalakítását 1909-ben kezdték el, miután Goldberger Sámuel megvásárolta az épületet, hogy francia mintára a kor legmodernebb áruházát alakítsa ki benne. Az áttervezésre Sziklai Zsigmond kapott megbízást. Innentől nevezik Párisi Nagy Áruháznak. Az épület a budapesti Andrássy út déli oldalán található, a 39. szám alatt. A Paulay Ede utca 54. felől is van bejárata. Az Andrássy út felé néző homlokzata szecessziós stílusban épült, a Paulay Ede utca felé néző rész neoreneszánsz jegyeket visel.

## Története
Az Andrássy út kiépítése során a rendezést irányító Közmunkatanácstól a mai telket 1884-ben vásárolta meg a Fővárosi Casinoépület Részvénytársaság. A Petschacher Gusztáv tervezte háromszintes neo-reneszánsz épületben az Andrássy út felé néző földszinti részt oszlopokkal tartott boltíves terem alkotta, ide Petanovits József híres sörcsarnoka és étterme került. Az első emeletet a biliárd terem foglalta el, két végén oszlopos emelvénnyel a nézők számára. A Paulay Ede utcai épületszárnyba pedig a bálterem került. A második emeleten játék- és olvasószobák voltak, a harmadik emeletet pedig két luxuslakás foglalta el.
Első átalakítására 1909-ben került sor, amikor az új tulajdonos, Goldberger Sámuel itt keltette újra életre a Rákóczi úton 1903-ban tűzvészben elpusztult áruházát, amely szintén a Párisi Nagy Áruház nevet viselte. Az új épület 1911. március 3-án nyílt meg a nagyközönség előtt. Ez volt az ország első modern áruháza, mely a főváros legszebb sugárútjának egyik legszebb épülete lett. Az átriumos elrendezésű, egylégterű épület különlegessége az ötemeletnyi magas, fedett üvegudvar, belsejében márványos oszlopok, aranyozott díszítőfestésű lépcsőfeljáró, Zsolnay-díszítőelemek, Róth Miksa üvegablakai és öt üvegfalú, tükrös felvonó kápráztatta el a vásárlóközönséget. A tetőteraszon 400 személyes étterem létesült kilátósétánnyal, ahol télen korcsolyázni is lehetett.
A háborúban az épület szerencsére nem sérült meg, de az államosítást követően nem eredeti rendeltetésére, hanem könyvraktárnak használták. 1958-ban – immár Divatcsarnok néven – nyitották meg újra, 1967-ben műemléki védelmet kapott. 1999-ig a Centrum Áruházak üzlethálózat tagjaként üzemelt, majd bezárták, és 2001-től a Kincstári Vagyoni Igazgatóság kezelésében állt. 2005-ben az ORCO Property Group vásárolta meg az államtól. Először jelentős szerkezeti beavatkozásokkal luxusáruházzá alakította volna, azonban ezt a Műemléki Tervtanács elutasította. A tervezett átalakítások nélkül nem lehetett úgy mozgólépcsőt elhelyezni, hogy az a teljes épületet kiszolgálja, így másodjára vegyes: áruházi és irodai funkciót képzeltek el, amit Tiba János építész tervei alapján 2007-ben kezdtek el megvalósítani. Az épület első bérlője, az Alexandra könyvesház 2009. november 10-én nyitott meg. Később több neves informatikai vállalkozási is itt székelt (IBM, Ustream), az épület tetején pedig vendéglátóipari egység létesült. Mivel az ORCO 2009-ben csődvédelmet kért, az épületet az MFB Ingatlanfejlesztő Zrt. vásárolta meg. 2016-ban az épület a Divatcsarnok Projekt Zrt. tulajdonába került.
Az épület földszinti és első emeleti területén könyváruház (2009–2017) és az Andrássy Élményközpont (2018–2021) volt, további emeleti helyiségeiben irodák, tetőteraszán a népszerű 360Bár üzemel. Az épület 1. emeletén található a Lotz-terem.

## Galéria

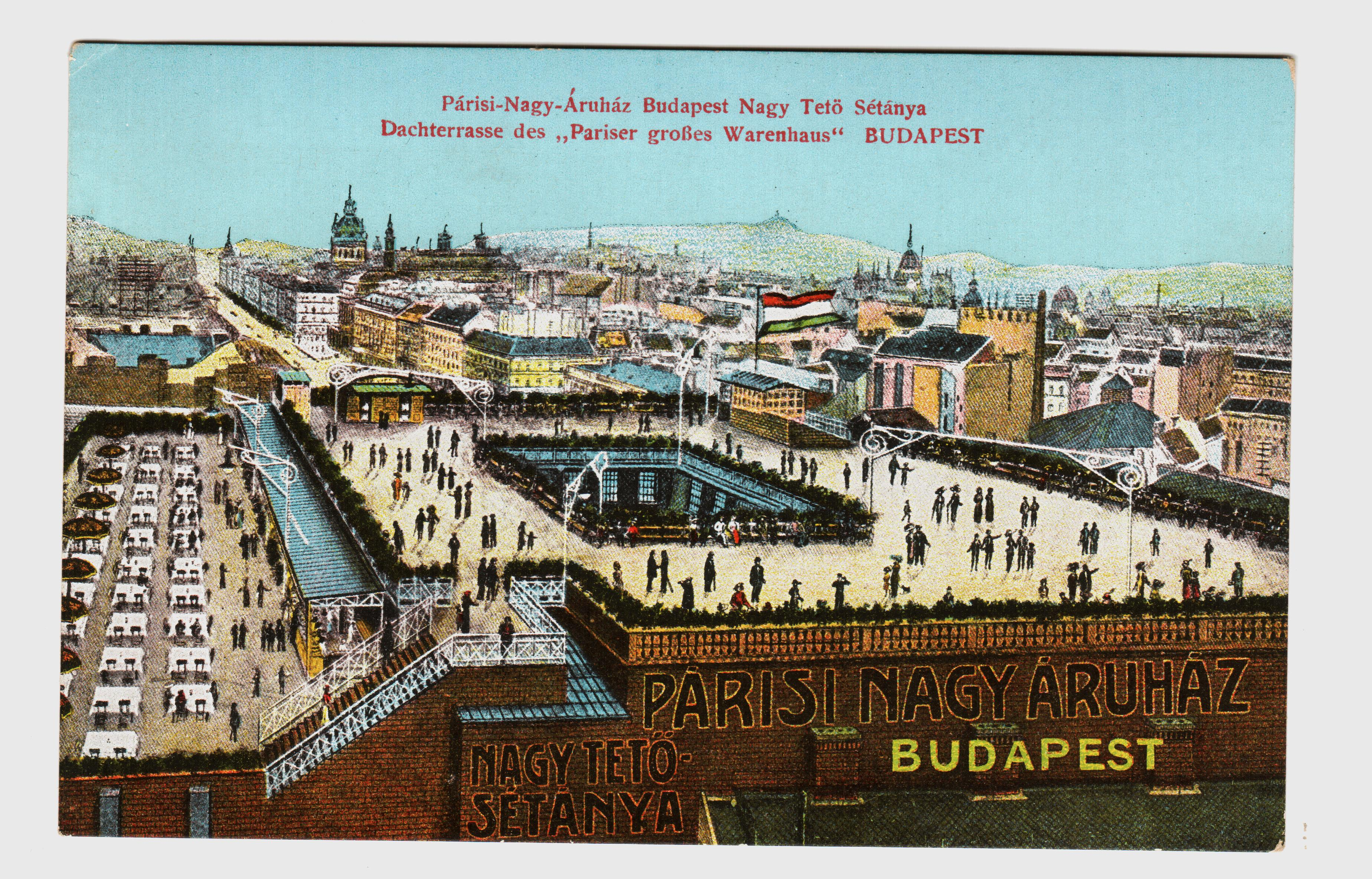
A Párisi Nagy Áruház 1911-ben egy képeslapon, a tetején korcsolyapályával
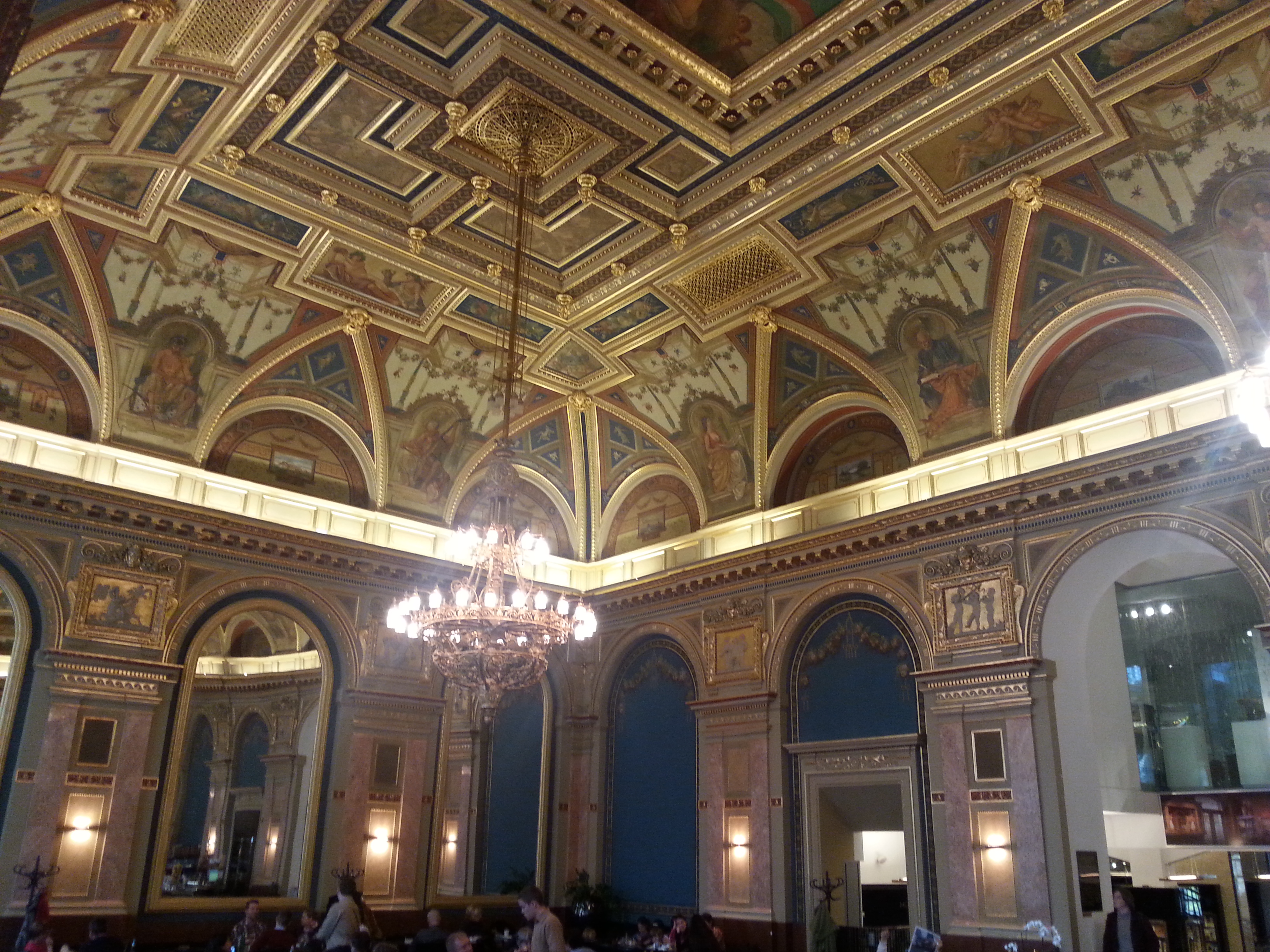
A Lotz-terem
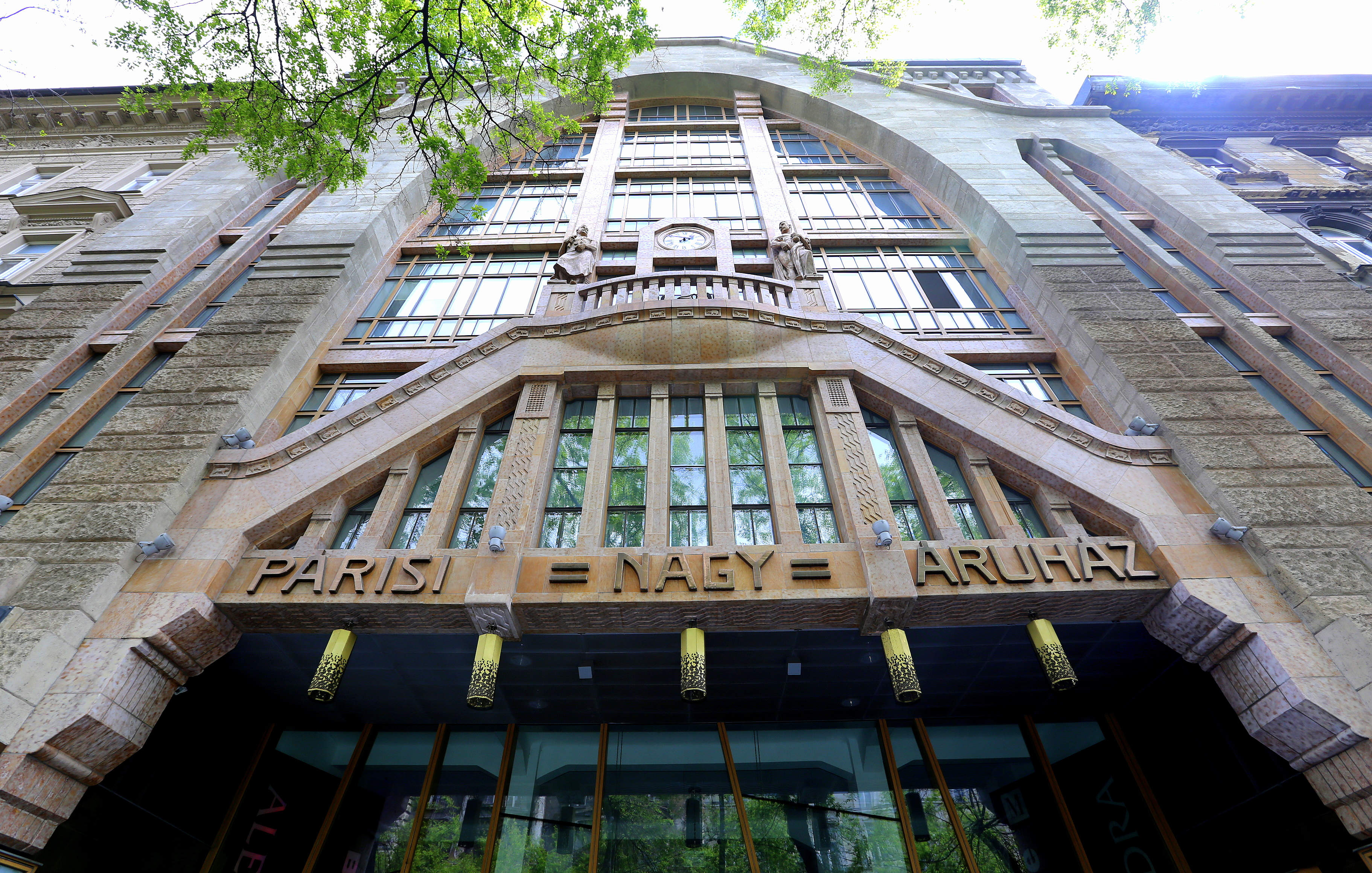
A Párisi Nagy Áruház főbejárata
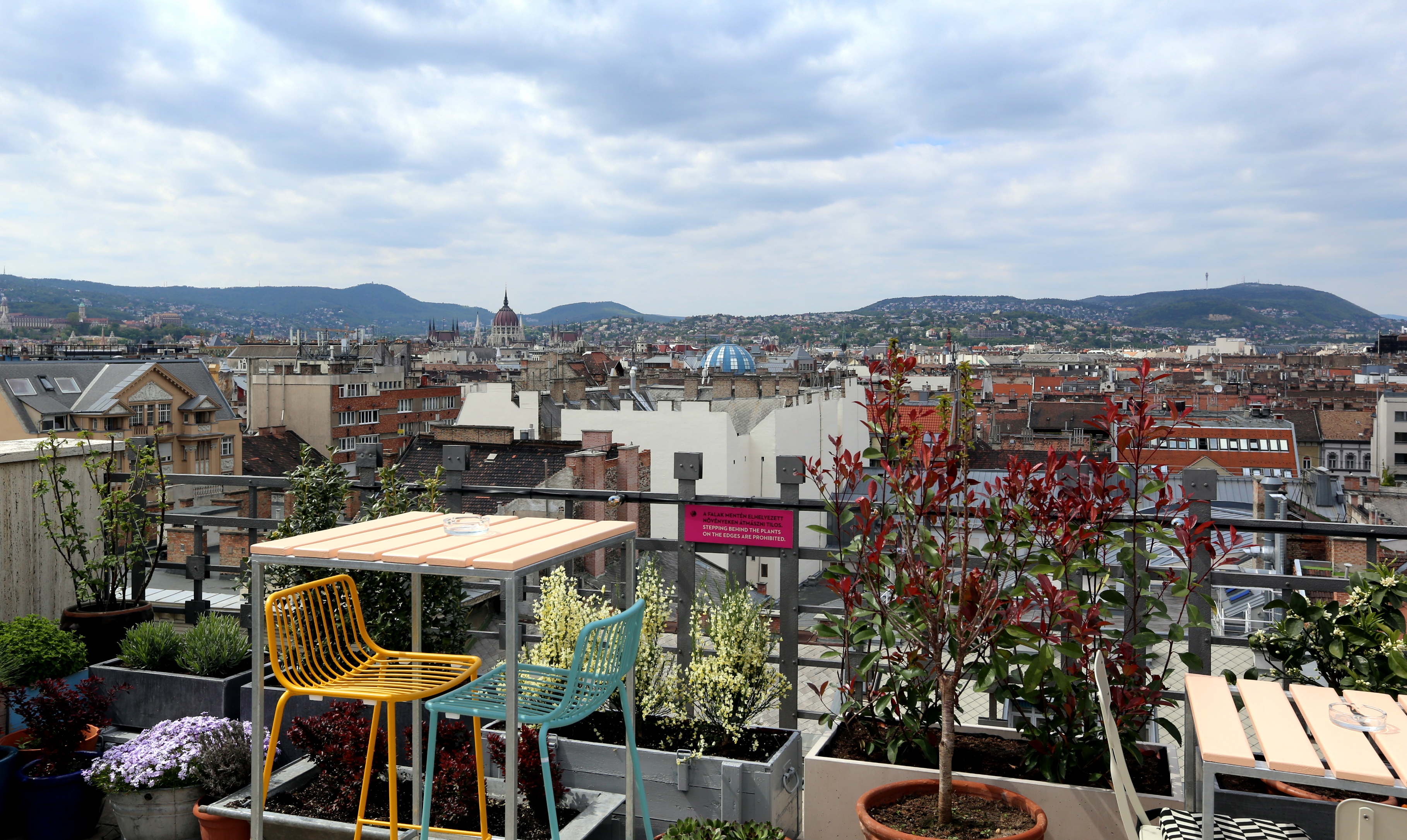
Kilátás a Párisi Nagy Áruház tetőteraszáról
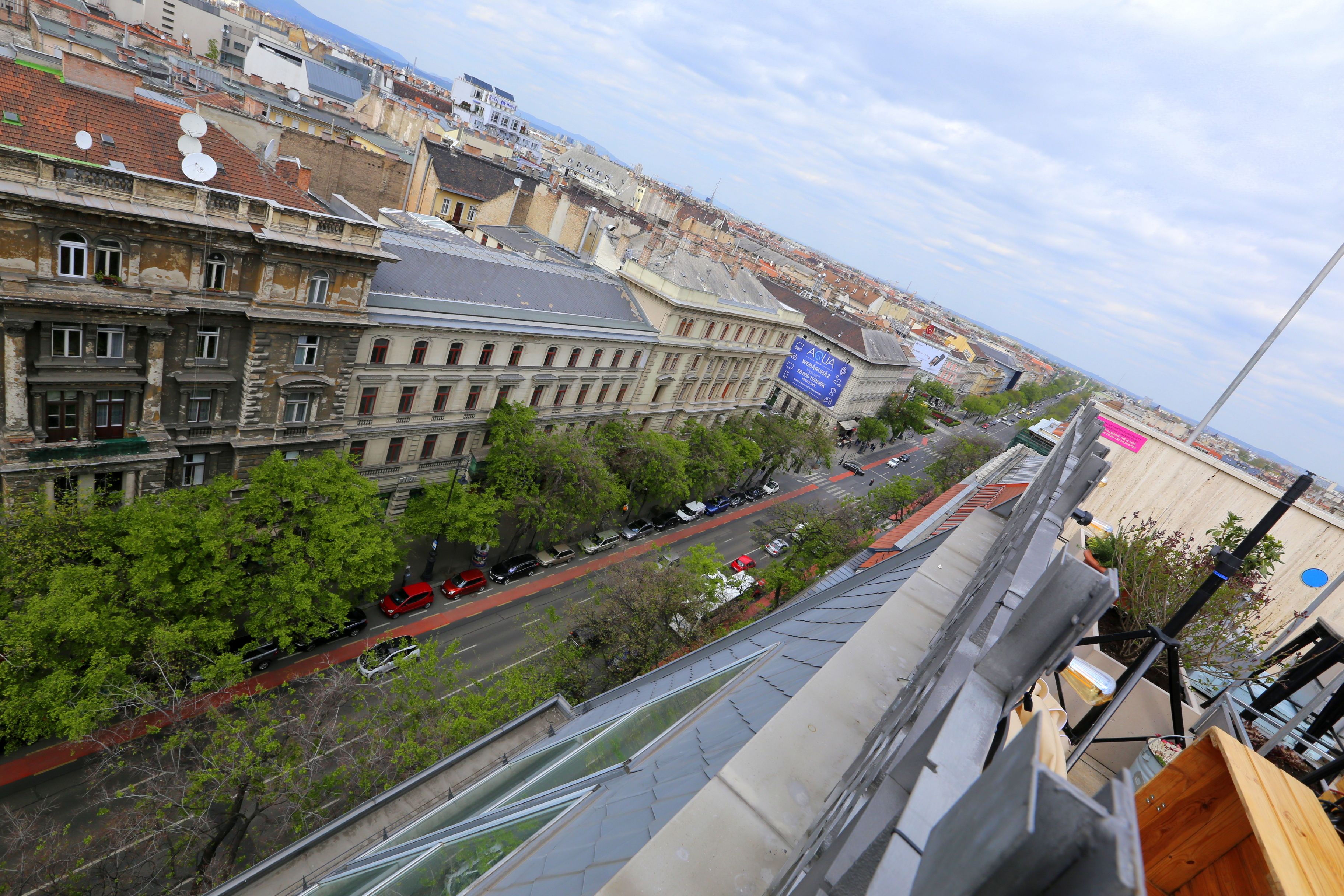
Kilátás az Andrássy útra a tetőteraszról